# ZX Printer

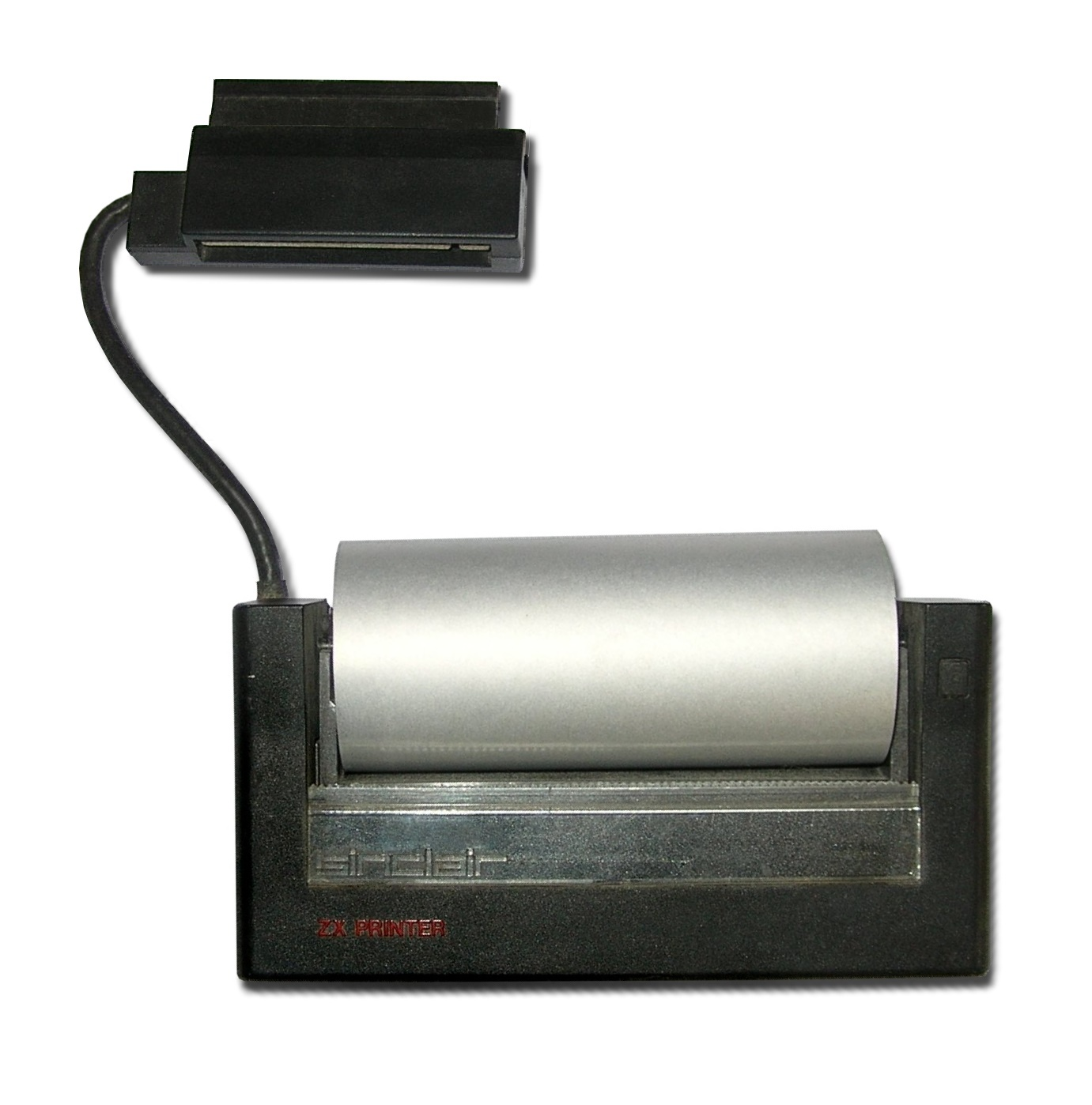
La ZX Printer.

La Sinclair ZX Printer és una impressora electrosensitiva sobre paper metal·litzat fabricada per Sinclair Research per al seu ordinador domèstic Sinclair ZX81. Va ser llançada el 1981, amb un preu de venda recomanat de 49,95 lliures.

## Característiques
La ZX Printer utilitza un rotllo de paper especial de 4 polzades (100 mm) d'ample recobert d'alumini, que és marcat elèctricament durant el procés d'impressió. La resolució horitzontal de la impressora és la mateixa que la pantalla del ZX81, 256 punts (píxels) o 32 caràcters (utilitzant els caràcters estàndard). Utilitza un custom xip per governar el motor del capçal d'impressió i l'avanç del paper (és una impressora ximple sense microprocessador ni memòria RAM o ROM). El capçal d'impressió té dos elèctrodes entre els quals es fa passar el corrent, per la qual cosa equivaldria a una impressora matricial d'una agulla.
La ZX Printer és també compatible amb el Sinclair ZX80 (després d'incorporar l'actualització de ROM a 8 kilobytes) i amb el posterior Sinclair ZX Spectrum, connectant directament al connector de vora de targeta del bus d'expansió dels equips mitjançant un curt cable incorporat, que té un connector posterior per permetre seguir connectant perifèrics.
L'inconvenient del paper és que es degrada pels olis de la pell i el pas del temps, de manera que la millor manera de preservar la impressió és fotocopiar-la. Moltes de les revistes d'informàtica de l'època utilitzaven aquest sistema per incloure els llistats de programes per als ZX80/ZX81/Spectrum. A més els elèctrodes es van deteriorant amb l'ús, pel que és difícil trobar avui aquestes impressores plenament operatives.

## Competència i clònics
Va haver de competir amb tres impressores que utilitzaven el mateix mètode de connexió al bus, la «Seikosha GP-50S» (usava paper normal de 5 polzades), l'«Alphacom 32» (una impressora tèrmica que utilitzava paper termosensible ordinari, com el de fax), i l'«Amber 2400», que utilitzava bobines de paper comú de 5,72 cm d'ample (2¼ polzades), permetent imprimir fins a 24 caràcters en mode normal; l'«Amber» no va ser compatible amb el ZX81 (però va funcionar molt millor amb el ZX Spectrum).
Timex va incloure als seus perifèrics dues impressores, la Timex TS 2040, una Alphacom 32 remarcada, i la Timex TS 2080, una impressora matricial Tally Spirit 80 remarcada.
L'empresa brasilera Microdigital va anunciar un clònic de la impressora, la Microdigital TK Printer que apareix en alguns dels anuncis del Microdigital TK 82C (possiblement un prototip que mai va entrar en producció, un dels primers casos de vaporware).